# Ksar Al-Hajj
 (décembre 2023).

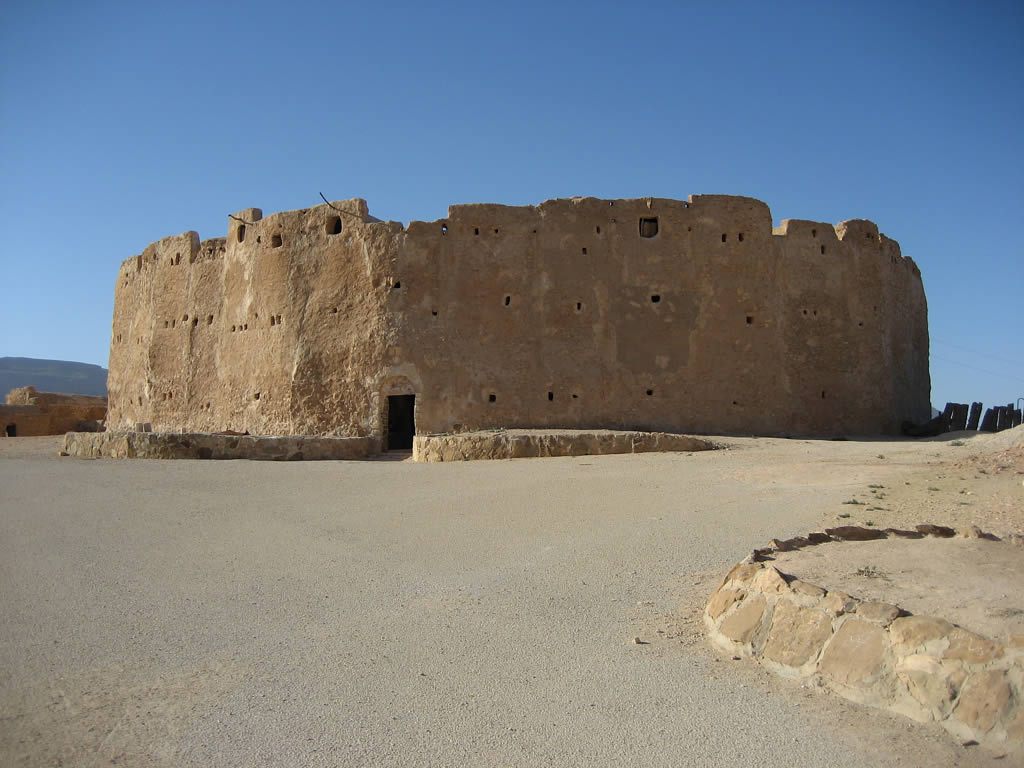
Ksar Al-Hajj

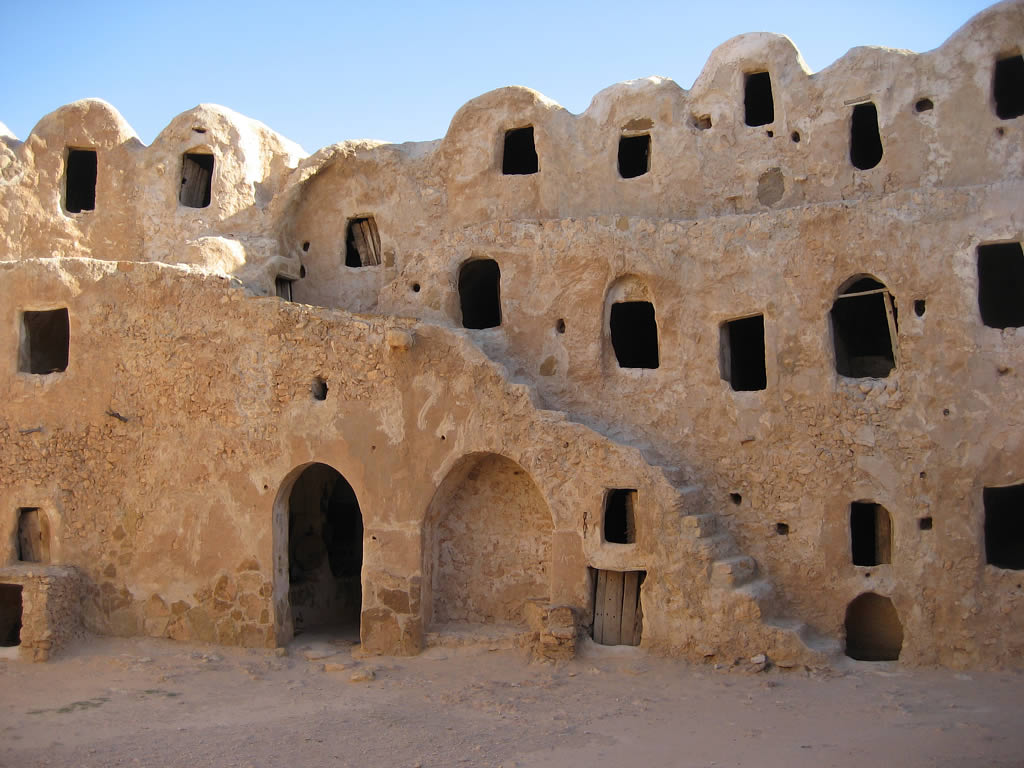
Vue de l'intérieur

Ksar Al-Hājj ou Qasr Al-Hājj  (arabe : قصر الحج) est un immense grenier (ksar) fortifié de forme circulaire, construit XIIIe siècle après J.-C. (VIIe siècle de l'hégire), par Abdallah Abu Jatla (arabe : عبدالله أبوجطلة). Il est situé à Alrujban, en Libye, sur la route Tripoli - Nalout, à environ 130 km au sud-ouest de Tripoli.
Il a été construit pour servir de grenier aux familles des environs, en échange d'un quart de leurs récoltes, que, dit-on, le propriétaire employait comme waqf pour l'enseignement du Coran et des questions islamiques aux habitants de la région.
Le nom al-H'aj (le château du pèlerin), permet de supposer que le site aurait servi de lieu de repos et de point de rencontre pour les pèlerins se dirigeant vers les villes côtières.
Outre son état de conservation exceptionnel, la particularité de ce site est qu'il est continuellement utilisé depuis 9 siècles désormais, et toujours en activité.

## Organisation du bâtiment
L'enceinte, de forme circulaire, sans décor ou signe spécifique vu de l'extérieur est doté d'une seule grande porte principale, qui mène à la cour intérieure. Tout autour de la cour sont disposés 114 pièces construites en brique crue et en terre, chacune formant une sorte de grotte. Les chambres sont implantées sur plusieurs niveaux. Le niveau inférieur, en partie enterré, est utilisé pour stocker l'huile d'olive. Les différents niveaux qui s'étagent au-dessus sont utilisés pour conserver les céréales (en large partie de l'orge et du blé). Un escalier dessert une coursive au sommet de l'enceinte, et permet de faire le tour de la structure.
Le bâtiment comprenait initialement 114 chambres, ce qui pouvait correspondre au nombre de familles bénéficiaires au moment de la construction, mais aussi éventuellement au nombre 114, reflétant symboliquement le nombre de sourates dans le Coran, une vision largement retenue aujourd'hui par les villageois de la région.
Le nombre de chambres à l'heure actuelle est de 119, à la suite de la scission de 10 chambres en raison de litiges successoraux. Certains autres changements ont favorisé l'ajout de 29 caves.

## Interprétations erronées
Citant le Ksar Al-Hājj en exemple, plusieurs ouvrages et articles, relayés par différents médias (dont de nombreux sites touristiques) ont tenté de démontrer qu'avec ce système de grenier partagé en échange d'une rémunération, les libyens avaient été les inventeurs du système bancaire,,. Il s'avère que de très nombreuses traces, antérieures de plusieurs millénaires, décrivent différents systèmes tant d'octroi de prêts, de change de monnaie, que de conservation de biens privés contre rémunération, que ce soit en Mésopotamie, en Égypte pharaonique ou en Grèce antique.